# Juan Francisco García de Zúñiga

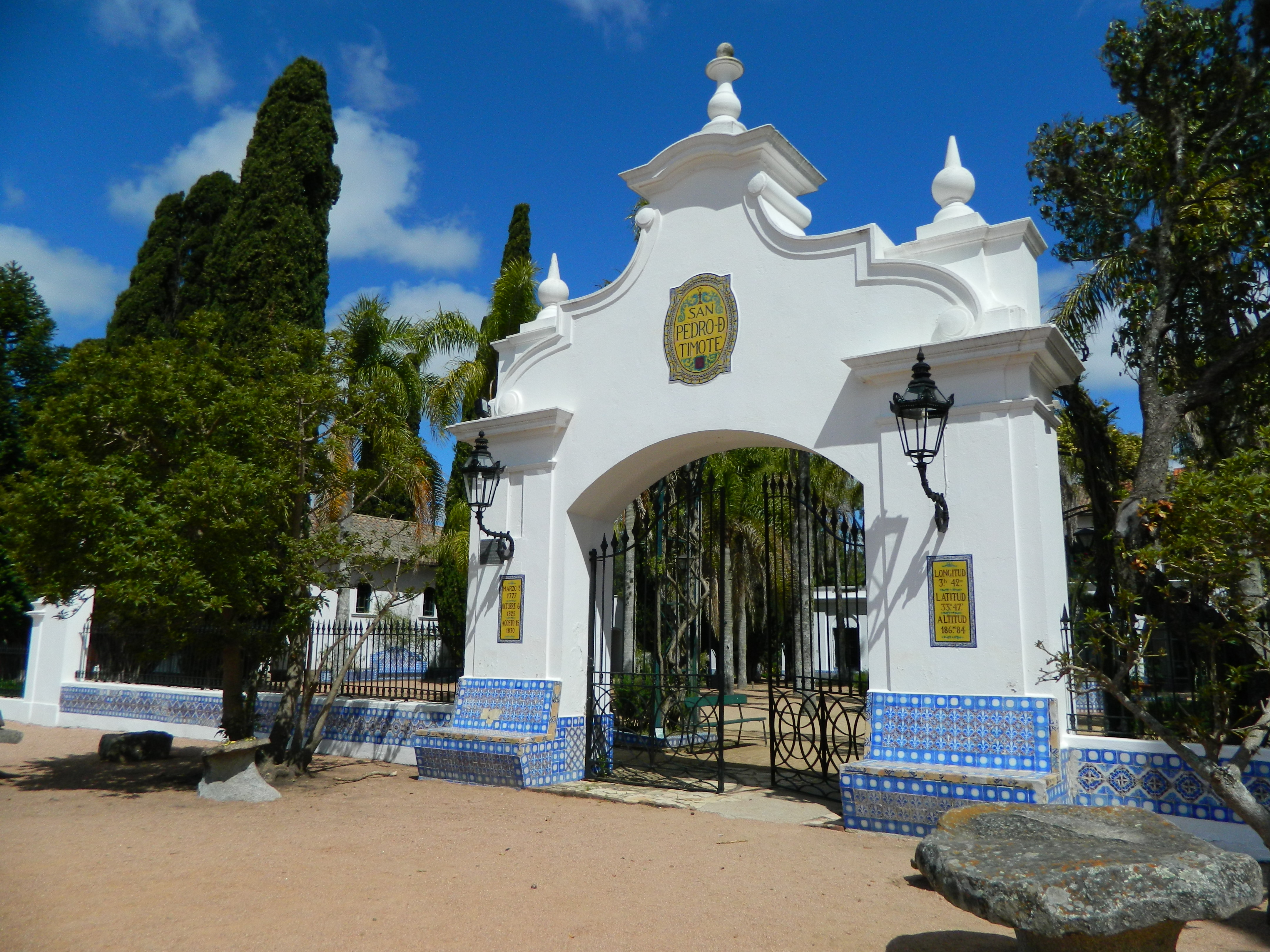
Entrada de la Estancia San Pedro de Timote, Uruguay, con su marcado estilo andaluz.

Juan Francisco García de Zúñiga y Lizola (Buenos Aires, Gobernación del Río de la Plata (Argentina), 5 de julio de 1745 - Montevideo, Uruguay 24 de septiembre de 1814) fue un rico comerciante, militar y uno de los principales terratenientes del Virreinato. Luchó contra las Invasiones Inglesas al Río de la Plata, y en las filas realistas en la lucha por la emancipación. 

## Biografía
Nacido en Buenos Aires. Era hijo del General Alonso García de Zúñiga, alcalde de Buenos Aires, y de Juana Lizola Escobar (descendiente de Alonso de Escobar). Fue bautizado el 8 de julio de 1745 en la Basílica de Nuestra Señora de la Merced, siendo sus padrinos Juan Vicente Vetolaza y Beatriz de Meléndez. 
Entre algunos de sus hermanos se encontraban Ana García de Zúñiga -mujer de Manuel Antonio Warnes- y Esteban García de Zúñiga, quien fuera padre del Gobernador de Entre Ríos Mateo García de Zúñiga. 
En 1770 siendo un rico estanciero se trasladó de Buenos Aires a Montevideo para extender allí sus negocios. En 1772 adquirió la concesión del abasto de carne a la ciudad y a las embarcaciones que hacían el tráfico con Buenos Aires. En el año 1767 compra la antigua estancia jesuítica Nuestra Señora de los Desamparados (actualmente San Pedro de Timote), para entonces ya era el poseedor de la mayor fortuna de la Banda Oriental.
En 1776 perdió el monopolio del abasto ante el reclamo de los hacendados recogido por el Cabildo que denunciaba al Gobernador que García de Zúñiga había obligado a los hacendados a venderle "algunas reses por el ínfimo precio de cuatro reales, puestas y traídas por los mismos vendedores y a su costa, en el matadero" y que al no poder vender en el matadero, las estancias de que eran propietarios habían sido considerablemente perjudicadas.
Sumó a sus actividades ganaderas y comerciales, participación militar y política. 
En 1790 fue elegido alférez real y se incorporó al Batallón de Voluntarios de Infantería de Montevideo con el grado de Coronel.
Ocupada Buenos Aires por las fuerzas británicas en la primera de las Invasiones Inglesas, presidió el 4 de julio de 1806 la junta del gremio de hacendados, saladores y abastecedores que aprobó la donación de 50000 pesos fuertes para la compra de aquella "caballada que [se] estime necesaria" y aumentar el "sueldo de las tropas de Milicias de Caballería e Infantería y demás que se ocupasen en la defensa de esta Plaza".
Al producirse la segunda invasión inglesa al Río de la Plata y atacar los británicos la ciudad de Montevideo, las fuerzas españolas al mando de Bernardo Lecocq enfrentaron sin éxito a los invasores en el Combate del Cordón. En el mismo, estuvo al frente del centro del dispositivo de defensa, compuesto de 650 hombres del batallón de Milicias de Montevideo y 2 cañones.
Luchó luego en el breve sitio impuesto por los británicos al mando del Batallón de Voluntarios de Infantería de Montevideo hasta la rendición de la ciudad.
Derrotados en Buenos Aires y forzados los británicos a abandonar Montevideo según los términos de la capitulación, fue liberado y retorno a su ciudad adoptiva.
Al negar Montevideo autoridad a Santiago de Liniers el 21 de septiembre de 1808 los cabildantes permitieron que 19 personas fueran elegidas por la muchedumbre para participar en el cabildo abierto y por aclamación Juan Francisco García de Zúñiga, "coronel comandante del Regimiento de Voluntarios de Infantería de esta Plaza" encabezó la lista de diputados "todos Vecinos antiguos de esta Ciudad, notoriamente acaudalados, del mejor crédito y concepto".
Constituida la Junta de Montevideo, se opusieron a su formación, entre otros, García de Zúñiga y su hijo Tomás, síndico procurador del Cabildo de Montevideo, quien abandonó la ciudad negándose a reconocer a la Junta.
Su enfrentamiento con el Cabildo rebelde lo obligó a resignar su puesto como Hermano Mayor de la Cofradía de la Caridad, siendo reemplazado por Mateo Magariños, quien estaba a cargo del Santo Hospital de Caridad de Pobres Enfermos, institución que fundada y sostenida por la Cofradía había sido separada por el Cabildo en 1807 motivando un pleito con García de Zúñiga.
Producida la Revolución de Mayo de 1810 en Buenos Aires, se negó a reconocerla jurando al Consejo de Regencia. Durante el primer y segundo sitio de Montevideo continuó luchando con los realistas aunque sus hijos tomaron parte por la revolución.
Revistando como brigadier en junio de 1814 fue tomado prisionero a la caída de Montevideo. No sobrevivió mucho a la suerte de su ciudad adoptiva y falleció en Montevideo el 14 de febrero de 1815.
Se había casado el 10 de enero de 1777 con doña Francisca Warnes (hija de Manuel Antonio Warnes), matrimonio del cual nacieron once hijos, entre ellos el canónigo José Gabriel García de Zúñiga, senador del Uruguay Javier García de Zúñiga, el estanciero Pedro José García de Zúñiga, Tomás García de Zúñiga, presidente de la provincia Cisplatina, Victorio García de Zúñiga (1779-1834), colaborador de Juan Manuel de Rosas, y Martín García de Zúñiga, militar.